# Silloth
Silloth är en stad i civil parish Silloth-on-Solway, i kommunen Cumberland, i grevskapet Cumbria, i England. Orten hade 2 932 invånare år 2001. Den har en kyrka.